# Аћим Груловић
Аћим Груловић (Бешка, 3. септембар 1898 — Београд, 23. децембар 1948), учесник Народноослободилачке борбе, пуковник ЈА и друштвено-политички радник АП Војводине и НР Србије.

## Биографија
Рођен је 3. септембра 1898. године у Бешкој, Срем. Основну школу завршио је у родном селу и до шеснаесте се године бавио земљорадњом. По завршетку Првог светског рата, у Алексинцу је 1920. године завршио шумарски курс, 1926. у Београду двогодишњу трговачку школу и до 1930. још четири разреда гимназије.
Под утицајем пелагићеваца се придружио радничком покрету и пропагирао политику Комунистичке партије Југославије (КПЈ) од 1919. до 1921. године. Након забране КПЈ и њеним преласком у илегалу, своју политичку делатност наставио је у синдикатима. Као синдикални активиста, у Београду је био изабран за члана управе „Меркура“, друштва за социјално осигурање приватних намештеника, а кооптиран је и за члана Савезне управе СБОТИЧ-а.
На општинским изборима 1927. био је кандидат за Сремскомитровачки срез на листи Савеза радника и сељака, иза које је стајала КПЈ. Ангажовао се и на стварању Народног фронта (1936. кроз Јединствену радничку партију, а 1938. преко Странке радног народа) и постао један од водећих активиста борбе против фашизма.
Члан КП Југославије постао је 1938. године, а убрзо и члан Месног и Среског комитета КПЈ у Сремској Митровици. Покренуо је оснивање Окружног комитета КПЈ за Срем и био његов секретар (1940). Учествовао је у раду Шесте покрајинске конференције КПЈ за Војводину, на којој је био изабран за члана Покрајинског комитета и делегата за Пету земаљску конференцију КПЈ у Загребу (1940).
Други светски рат затекао га је у Срему, где је као секретар Окружног комитета КПЈ радио на припремању и подизању оружаног устанка. Учествовао је у низу војних и политичких акција НОП-а у Срему, попут стварања првих партизанских одреда, борбе против покатоличавања Срба, ослобађања робијаша из сремскомитровачког затвора, ометања мобилизације Војске НДХ, разоткривања усташа и четника, учешћа у борби за жетву 1942, одржао Окружно партијско саветовање у Новим Карловцима децембра 1942, обновио Покрајински комитет 1943. и остало.
Био је изабран за члана обновљеног Покрајинског комитета КПЈ за Војводину маја 1943. и команданта тек основаног Главног штаба НОВ и ПО Војводине. Био је именован за већника Другог заседања АВНОЈ-а у Јајцу, на које због лоших околности није стигао. У ослобођеној Војводини био је постављен за начелника Штаба Војне управе за Банат, Бачку и Барању, а после њеног укидања за потпредседника Главног НОО Војводине, потом за повереника за трговину и снабдевање Народне скупштине АП Војводине.
На скупштини изасланика народа Војводине 30. и 31. јула 1945. године у Новом Саду, поновно је био изабран за већника Антифашистичког већа народног ослобођења Југославије (АВНОЈ), на чијем је Трећем заседању у Београду био именован за члана Финансијског одбора (9. август 1945).
Био је председник Уставотворне скупштине Србије и после доношења Устава 1947. председник Народне скупштине НР Србије до децембра 1948. године, када се тешко разболео. Умро је 23. децембра.
Имао је чин пуковника Југословенске армије (ЈА).
Његов брат је био Никола Груловић, револуционар и учесник Октобарске револуције.
Носилац је Партизанске споменице 1941., као и Ордена заслуга за народ првог реда, Ордена братства и јединства првог реда и Ордена за храброст.